# Uranate

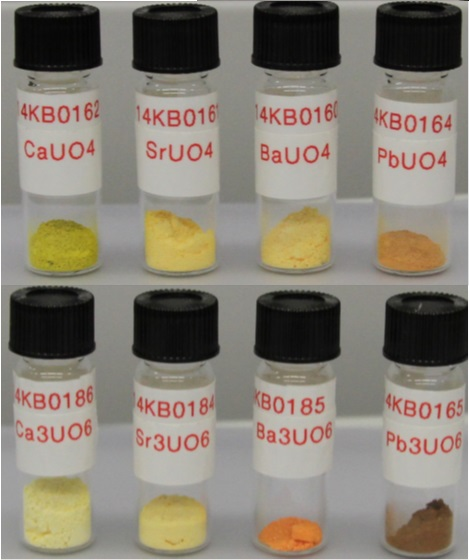
Uranates de calcium, strontium, baryum et plomb.

Le terme uranate désigne de façon générique l'un des oxydes d'uranium (dioxyde d'uranium UO2, trioxyde d'uranium UO3 ou tétraoxyde d'uranium UO4), ou l'un des anions correspondants : UO22−, UO32− ou UO42−.
Exemples d'uranates :
- Uranate de césium Cs2UO4
- Uranate de sodium Na2O(UO3)2•6H2O
- Uranate de magnésium MgUO4

Le yellowcake est constitué de précipités chimiques sous forme d’uranate de magnésium, de sodium, d’ammonium ou sous forme de peroxyde d’uranium ayant l’aspect d’une poudre ou d’une pâte jaune.